# Azzo IV Besta
Azzo IV Besta (Teglio, 1582 – 1636) fu un nobile valtellinese e uno dei leader della fazione filo-spagnola durante il periodo della guerra di Valtellina, tra il 1618 e il 1639.
Azzo IV fu un esponente della potente famiglia tellina dei Besta, nacque dal ramo degli Azones con dimora a Palazzo Besta, discendente di Azzo I, morto nel 1508, Azzo II (1562) e Carlo I (1587). Azzo IV è ricordato per aver partecipato attivamente alla rivolta cattolica contro i Grigioni e al Sacro Macello.
Il 18 luglio 1620 il governatore grigione in Valtellina, Giovanni Andrea Travers, venne catturato a Sondrio da un gruppo di rivoltosi e fu inviato prigioniero a Chiesa in Val Malenco, quindi Azzo Besta con 300 uomini si trincerò presso Primolo, contrada di Chiesa, in modo da presidiare la Val Malenco e bloccare la strada per il Passo del Muretto, potenziale via di fuga dei Riformati. Il 19 luglio Sondrio viene occupata dai rivoltosi guidati da Giovanni Guicciardi e numerosi Riformati vengono massacrati.
Tuttavia il Tra il 26 e il 27 luglio il colonnello grigione Battista Salis scese dal Passo del Muretto diretto verso Sondrio ma, dopo una breve schermaglia, venne respinto dal presidio di Azzo Besta, i protestanti lasciarono sul terreno un morto, tre ne ebbero i valtellinesi. Il 1º agosto mille uomini comandati dal colonnello Johannes Guler von Wyneck sfondarono le linee malenche, abbandonate dal Besta per ripiegare su Sondrio, e il 2 agosto occuparono la Porta del Mallero sondriese. Evidentemente il Besta era stato avvertito di analoghe puntate offensive grigione attraverso altri valichi montani, difatti Morbegno fu occupata da una colonna proveniente dalla Val Bregaglia. 
Il 5 agosto la rivolta fu domata. Tuttavia i capi congiurati chiusi in Albosaggia presso i nobili Paribelli chiesero aiuto al Governatore di Milano, il duca di Feria, il quale mobilitò le sue truppe in Valtellina contro i Grigioni. Il 15 agosto i Grigioni si ritirarono da Sondrio.
I capi dell'insurrezione, Giacomo Robustelli, Giovanni Guicciardi e Azzo Besta, costituirono il Consiglio Reggente, una parvenza di governo autonomo presieduto a vita dal governatore Giacomo Robustelli e che dipendeva dall'appoggio prevalentemente militare della Spagna che ad esso aveva diritto di partecipare, anche alle decisioni più segrete, un fiduciario assegnato dal governatore di Milano.
L'anno di morte di Azzo IV Besta, il 1636, coincide con quello della diffusione in Valtellina di una pestilenza.